# ناران (سوخ‌باتور)
ناران (به مغولی: Наран сум، [Naran sum]؛ ᠨᠠᠷᠠᠨ ᠰᠤᠮᠤ، [naran sumu]) یک شهرستان (سُوم) در مغولستان است که در استان سوخ‌باتور واقع شده‌است.

## تقسیمات اداری
شهرستان ناران متشکل از ۳ قصبه (باغ) می‌باشد، شامل:
- توسونگین‌غول (مغولی: Тосонгийн гол баг، [Tosongijn gol bag]؛ ᠲᠣᠰᠤᠨ ᠤ ᠭᠣᠤᠯ ᠪᠠᠭ، [tosun-u ɣoul baɣ])
- گون‌خوداغ (مغولی: Гүн худаг баг، [Gün xudag bag]؛ ᠭᠦᠨ ᠬᠤᠳᠳᠤᠭ ᠪᠠᠭ، [gün qudduɣ baɣ])
- ناران‌بلاغ (مغولی: Наранбулаг баг، [Naranbulag bag]؛ ᠨᠠᠷᠠᠨ ᠪᠤᠯᠠᠭ ᠪᠠᠭ، [naran bulaɣ baɣ])